# Dansk Melodi Grand Prix 1979
Dansk Melodi Grand Prix 1979 var det 12. danske Melodi Grand Prix (og det andet grand prix efter relanceringen i 1978 som årligt tilbagevendende begivenhed), og det blev afholdt den 3. februar 1979 i TV-Byen i Søborg. Programmet blev sendt direkte på DR fra kl. 21:05, og programværten var for andet år i træk Jørgen de Mylius, mens Erling Bundgaard var vært under stemmeafgivningen.
De 17 deltagende sange, hvis rækkefølge var fundet ved lodtrækning, blev fremført én gang, og de optrædende blev akkompagneret af et 26 mand stort orkester i studiet under ledelse af Allan Botschinsky, der var kapelmester i Dansk Melodi Grand Prix for første gang. DR havde udvalgt sangenes komponister ud fra deres betydning for 1970'ernes musikliv, og de havde hver leveret én melodi til konkurrencen. Blandt komponisterne fandtes en grønlænder, Rasmus Lyberth, og en færing, Annika Hoydal, der begge selv fremførte deres sange på henholdsvis grønlandsk og færøsk, mens resten af sangerne optrådte på dansk.
Vindermelodien blev Disco Tango, der blev sunget af Tommy Seebach, som selv havde komponeret melodien, mens Keld Heick havde skrevet teksten, og både Seebach og Heick vandt dermed konkurrencen for første gang. Sangen deltog i Eurovision Song Contest 1979 i Jerusalem, Israel knap to måneder senere, hvor den opnåede en placering som nr. 6 af 19 sange.
Stemmeafgivningen blev for første gang vist på computerskærm, efter at DR tidligere havde indført dette i forbindelse med valgudsendelser, og grand prix'et i 1979 huskes bl.a. for, at systemet svigtede, da det samlede resultat af juryafstemningen skulle vises på skærmen.
I pausen mellem fremførelsen af melodierne og stemmeafgivningen viste DR kortfilmen Gøg og Gokke som flyttemænd (The Music Box).

## Afstemning
Vinderen blev kåret efter afstemning i otte juryer, der var placeret hos DR's otte regionalradioer i Holstebro, København, Næstved, Odense, Rønne, Aabenraa, Aalborg og Århus. Hver jury bestod af 11 personer, bortset fra den københavnske jury, hvor et medlem var fraværende på grund af sygdom, og jurymedlemmerne var udvalgt af DR, så de var arbejds- og aldersmæssigt bredt sammensat.
Hvert jurymedlem kunne afgive fra 1 til 5 stemmer på hver sang, både til en lydprøve og under live-showet. Juryerne havde endvidere modtaget en dansk oversættelse af teksten til de melodier, der blev sunget på grønlandsk eller færøsk. I hver jury blev summen af medlemmernes stemmer omregnet, således at juryen afgav hhv. 12, 10, 8, 7, 6, 5, 4, 3, 2 og 1 point til de sange, som jurymedlemmerne bedst kunne lide.
Efter at de otte juryer havde afgivet deres stemmer, havde to melodier imidlertid modtaget samme antal point. Vinderen blev kåret ved at de 87 jurymedlemmer afgav en stemme på en og kun en af de to melodier, der i første omgang havde fået flest point.

### Resultat
| Nr. | Solist / gruppe                  | Sangtitel                         | Komponist                        | Tekstforfatter                | Plac. | Point |
| --- | -------------------------------- | --------------------------------- | -------------------------------- | ----------------------------- | ----- | ----- |
| 01  | Pia Dalsgaard, Thorstein Thomsen | Maja og bruttonationalproduktet   | Thorstein Thomsen                | Thorstein Thomsen             | 9     | 19    |
| 02  | Rasmus Lyberth                   | Faders bøn (sunget på grønlandsk) | Rasmus Lyberth                   | Rasmus Lyberth                | 11    | 7     |
| 03  | Allan Mortensen                  | Møllesangen                       | Lasse Lunderskov, Peder Kragerup | Lasse Lunderskov              | 10    | 13    |
| 04  | Pierre Dørge                     | Motorvej'n                        | Hanne Rømer                      | Djorn Juni                    | 15    | 0     |
| 05  | Jannie Høeg                      | Du er min melodi                  | Michael Elo                      | Mogens Thomsen                | 13    | 1     |
| 06  | Brødrene Olsen                   | Dans, dans, dans                  | Jørgen Olsen                     | Jørgen Olsen                  | 8     | 32    |
| 07  | Grethe Ingmann, Bjarne Liller    | Alt er skønt                      | Leif Pedersen                    | Bjarne Liller                 | 2     | 82    |
| 08  | Tamra Rosanes                    | Fair Play                         | Nils Tuxen                       | Henrik H. Lund, Tamra Rosanes | 12    | 2     |
| 09  | Tommy Seebach                    | Disco Tango                       | Tommy Seebach                    | Keld Heick                    | 1     | 82    |
| 10  | Mona Larsen                      | En underlig samba                 | Ole Kock Hansen                  | Ida Bjørn Nielsen             | 15    | 0     |
| 11  | Mabel                            | Saturday Show                     | Mabel                            | Mabel                         | 5     | 39    |
| 12  | Lecia og Lucienne                | Dit liv, mit liv                  | Ralph Levitan                    | Fini Jaworski                 | 7     | 37    |
| 13  | Pia og Ina Rosenbaum             | Smil over Strøget                 | Simon Rosenbaum                  | Simon Rosenbaum               | 6     | 38    |
| 14  | Nis P. Jørgensen                 | Eja, eja                          | Nis P. Jørgensen                 | Nis P. Jørgensen              | 13    | 1     |
| 15  | Kim Larsen                       | Ud i det blå                      | Kim Larsen                       | Kim Larsen                    | 3     | 56    |
| 16  | Anette Toft                      | Hold fast                         | Karsten Vogel                    | Karsten Vogel                 | 15    | 0     |
| 17  | Annika Hoydal                    | Bølgen (færøsk: Aldan)            | Annika Hoydal                    | Gunnar Hoydal                 | 4     | 55    |

Melodi nr. 7, Alt er skønt, og melodi nr. 9, Disco Tango, havde begge fået 82 point. Derfor blev hvert jurymedlem bedt om ved håndsoprækning at vælge imellem de to sange, og efter denne om-afstemning blev Disco Tango kåret som vinder, idet den fik 51 af jurymedlemmernes stemmer, mens Alt er skønt kun fik 36 stemmer.

### Deltajeret resultat
De otte juryer sad i otte forskellige byer. Juryerne er i nedenstående tabel angivet i form af deres bynavn, og juryerne point er angivet i den tilhørende kolonne.
| Plac. | Sang                            | Rønne | Aalb. | Næstv. | Aabenr. | Kbh. | Holst. | Odense | Århus | Total | Ekstra |
| ----- | ------------------------------- | ----- | ----- | ------ | ------- | ---- | ------ | ------ | ----- | ----- | ------ |
| 1     | Disco Tango                     | 8     | 10    | 8      | 12      | 12   | 12     | 8      | 12    | 82    | 51     |
| 2     | Alt er skønt                    | 12    | 12    | 10     | 8       | 8    | 10     | 12     | 10    | 82    | 36     |
| 3     | Ud i det blå                    | 10    | 8     | 7      | 10      | 6    | 8      | 3      | 4     | 56    |        |
| 4     | Bølgen                          | 3     | 5     | 12     | 6       | 10   | 7      | 5      | 7     | 55    |        |
| 5     | Saturday Show                   | 5     |       | 4      | 4       | 5    | 6      | 10     | 5     | 39    |        |
| 6     | Smil over Strøget               | 4     | 2     | 6      | 7       | 3    | 1      | 7      | 8     | 38    |        |
| 7     | Dit liv, mit liv                | 7     | 6     | 1      | 5       | 7    | 4      | 4      | 3     | 37    |        |
| 8     | Dans, dans, dans                | 6     | 7     | 3      | 3       |      | 5      | 6      | 2     | 32    |        |
| 9     | Maja og bruttonationalproduktet | 1     | 3     | 5      |         | 2    | 2      |        | 6     | 19    |        |
| 10    | Møllesangen                     | 2     | 4     | 2      | 2       | 1    |        | 2      |       | 13    |        |
| 11    | Faders bøn                      |       |       |        |         | 4    | 3      |        |       | 7     |        |
| 12    | Fair Play                       |       |       |        |         |      |        | 1      | 1     | 2     |        |
| 13    | Eja, eja                        |       | 1     |        |         |      |        |        |       | 1     |        |
| 13    | Du er min melodi                |       |       |        | 1       |      |        |        |       | 1     |        |
| 15    | Hold fast                       |       |       |        |         |      |        |        |       | 0     |        |
| 15    | En underlig samba               |       |       |        |         |      |        |        |       | 0     |        |
| 15    | Motorvej'n                      |       |       |        |         |      |        |        |       | 0     |        |

## Tilbagevendende deltagere
| Deltager       | Årstal                                 |
| -------------- | -------------------------------------- |
| Jannie Høeg    | 1978 (som del af Flair)                |
| Brødrene Olsen | 1978                                   |
| Grethe Ingmann | 1963 (sammen med Jørgen Ingmann), 1978 |
| Mabel          | 1978                                   |